# Zwitserland op de Olympische Winterspelen 1976
Tijdens de Olympische Winterspelen van 1976, die in Innsbruck (Oostenrijk) werden gehouden, nam Zwitserland voor de twaalfde keer deel.

## Medailleoverzicht
| Sport       | Olympiër                                        | Discipline       | Medaille |
| ----------- | ----------------------------------------------- | ---------------- | -------- |
| Alpineskiën | Heini Hemmi                                     | reuzenslalom (m) | Goud     |
| Alpineskiën | Ernst Good                                      | reuzenslalom (m) | Zilver   |
| Alpineskiën | Bernhard Russi                                  | afdaling (m)     | Zilver   |
| Bobsleeën   | Erich Schärer Ueli Bächli Ruedi Marti Sepp Benz | 4-mansbob (m)    | Zilver   |
| Bobsleeën   | Erich Schärer Sepp Benz                         | 2-mansbob (m)    | Brons    |

## Deelnemers en resultaten

### Alpineskiën
| Olympiër              | Discipline       | Resultaat | Prestatie                       |
| --------------------- | ---------------- | --------- | ------------------------------- |
| René Berthod          | afdaling (m)     | 12e       | 1.47,89 (+2,16)                 |
| Ernst Good            | reuzenslalom (m) | Zilver    | 3.27,17 (+0,20) 1.44,60+1.42,57 |
| Ernst Good            | slalom (m)       | dnf-1     | opgave run 1                    |
| Heini Hemmi           | reuzenslalom (m) | Goud      | 3.26,97 1.45,41+1.41,56         |
| Heini Hemmi           | slalom (m)       | dnf-1     | opgave run 1                    |
| Peter Lüscher         | slalom (m)       | 8e        | 2.08,10 (+4,81) 1.02,76+1.05,34 |
| Engelhard Pargätzi    | reuzenslalom (m) | 6e        | 3.28,76 (+1,79) 1.46,16+1.42,60 |
| Philippe Roux         | afdaling (m)     | 4e        | 1.46,69 (+0,96)                 |
| Bernhard Russi        | afdaling (m)     | Zilver    | 1.46,06 (+0,33)                 |
| Walter Tresch         | afdaling (m)     | 7e        | 1.47,29 (+1,56)                 |
| Walter Tresch         | reuzenslalom (m) | dnf-2     | opgave run 2                    |
| Walter Tresch         | slalom (m)       | 4e        | 2.05,26 (+1,97) 1.01,34+1.03,92 |
|                       |                  |           |                                 |
| Doris de Agostini     | afdaling (v)     | 18e       | 1.50,46 (+4,30)                 |
| Lise-Marie Morerod    | reuzenslalom (v) | 4e        | 1.30,40 (+1,27)                 |
| Lise-Marie Morerod    | slalom (v)       | dnf-1     | opgave run 1                    |
| Marie-Theres Nadig    | reuzenslalom (v) | 5e        | 1.30,44 (+1,31)                 |
| Marie-Theres Nadig    | slalom (v)       | dnf-1     | opgave run 1                    |
| Marlies Oberholzer    | afdaling (v)     | 8e        | 1.48,68 (+2,52)                 |
| Marlies Oberholzer    | reuzenslalom (v) | 26e       | 1.34,09 (+4,96)                 |
| Bernadette Zurbriggen | afdaling (v)     | 7e        | 1.48,62 (+2,46)                 |
| Bernadette Zurbriggen | reuzenslalom (v) | dnf       | opgave                          |
| Bernadette Zurbriggen | slalom (v)       | 12e       | 1.37,18 (+6,64) 49,78+47,40     |

### Biatlon
| Olympiër          | Discipline | Resultaat | Prestatie                                      |
| ----------------- | ---------- | --------- | ---------------------------------------------- |
| Hansruedi Süssli  | 20 km (m)  | 14e       | 1:19.53,73 (+5.41,47) pen.: 3 (0 / 0 / 0 / 3)  |
| Albert Mächler    | 20 km (m)  | 25e       | 1:23.28,66 (+9.16,40) pen.: 6 (2 / 1 / 1 / 2)  |
| Christian Danuser | 20 km (m)  | 40e       | 1:27.16,43 (+13.04,17) pen.: 7 (0 / 3 / 0 / 4) |

### Bobsleeën
| Olympiër                                          | Discipline                   | Resultaat | Prestatie                                       |
| ------------------------------------------------- | ---------------------------- | --------- | ----------------------------------------------- |
| Erich Schärer Sepp Benz                           | 2-mansbob (m) Zwitserland I  | Brons     | 3.45,70 (+1,28) (56,43 / 56,53 / 56,33 / 56,41) |
| Fritz Lüdi Thomas Hagen                           | 2-mansbob (m) Zwitserland II | 10e       | 3.49,10 (+4,68) (56,95 / 57,32 / 57,35 / 57,48) |
| Fritz Lüdi Thomas Hagen Rudolf Schmid Karl Häseli | 4-mansbob (m) Zwitserland I  | 9e        | 3.44,04 (+3,61) (55,29 / 55,33 / 56,37 / 57,05) |
| Erich Schärer Ueli Bächli Ruedi Marti Sepp Benz   | 4-mansbob (m) Zwitserland II | Zilver    | 3.40,89 (+0,46) (54,96 / 54,81 / 55,28 / 55,84) |

### Kunstrijden
| Olympiër                      | Discipline | Resultaat | Prestatie              |
| ----------------------------- | ---------- | --------- | ---------------------- |
| Danielle Rieder               | vrouwen    | dnf       | opgave                 |
| Karin Künzle Christian Künzle | paarrijden | 7e        | pc. 64,0; 129,0 punten |

### Langlaufen
| Olympiër                                              | Discipline            | Resultaat | Prestatie                                                         |
| ----------------------------------------------------- | --------------------- | --------- | ----------------------------------------------------------------- |
| Venanz Egger                                          | 50 km (m)             | 31e       | 2:48.30,70 (+11.00,65)                                            |
| Heinz Gähler                                          | 50 km (m)             | 20e       | 2:45.51,64 (+8.21,59)                                             |
| Albert Giger                                          | 15 km (m)             | 11e       | 45.47,07 (+1.48,60)                                               |
| Albert Giger                                          | 30 km (m)             | 7e        | 1:32.17,71 (+1.48,33)                                             |
| Eduard Hauser                                         | 15 km (m)             | 17e       | 46.29,14 (+2.30,67)                                               |
| Eduard Hauser                                         | 30 km (m)             | 25e       | 1:35.50,29 (+5.20,91)                                             |
| Alfred Kälin                                          | 15 km (m)             | 27e       | 47.05,39 (+3.06,92)                                               |
| Alfred Kälin                                          | 30 km (m)             | 29e       | 1:36.09,97 (+5.40,59)                                             |
| Hansüli Kreuzer                                       | 30 km (m)             | 50e       | 1:39.58,44 (+9.29,06)                                             |
| Christian Pfeuti                                      | 50 km (m)             | 32e       | 2:49.50,90 (+12.20,85)                                            |
| Franz Renggli                                         | 15 km (m)             | 12e       | 45.53,49 (+1.55,02)                                               |
| Franz Renggli                                         | 50 km (m)             | 18e       | 2:45.25,24 (+7.55,19)                                             |
| Franz Renggli Eduard Hauser Heinz Gähler Alfred Kälin | 4x10 km estafette (m) | 5e        | 2:11.28,53 (+3.28,81) (35.25,86 / 32.30,09 / 31.38,46 / 31.54,12) |

### Noordse combinatie
| Olympiër          | Discipline | Resultaat | Prestatie                                                                                            |
| ----------------- | ---------- | --------- | --- |
| Karl Lustenberger | mannen     | 19e       | 378,10 punten schans: 202,5 p 101,8 (72,5 m)+100,7 (74,5 m)+98,4 (74,5 m) 15 km: 175,60 p (52:57.52) |

### Schaatsen
| Olympiër        | Discipline   | Resultaat | Prestatie         |
| --------------- | ------------ | --------- | ----------------- |
| Franz Krienbühl | 1500 m (m)   | 27e       | 2.12,52 (+13,14)  |
| Franz Krienbühl | 5000 m (m)   | 17e       | 7.53,11 (+28,63)  |
| Franz Krienbühl | 10.000 m (m) | 8e        | 15.36,43 (+45,84) |

### Schansspringen
| Olympiër           | Discipline         | Resultaat | Prestatie                                          |
| ------------------ | ------------------ | --------- | -------------------------------------------------- |
| Robert Mösching    | normale schans (m) | 35e       | 207,6 punten 104,3 p. (75,0 m) + 103,3 p. (75,0 m) |
| Robert Mösching    | grote schans (m)   | 38e       | 167,7 punten 87,6 p. (84,0 m) + 80,1 p. (79,0 m)   |
| Hans Schmid        | normale schans (m) | 13e       | 226,3 punten 112,1 p. (78,0 m) + 114,2 p. (79,0 m) |
| Hans Schmid        | grote schans (m)   | 20e       | 186,3 punten 95,6 p. (86,5 m) + 90,7 p. (83,0 m)   |
| Walter Steiner     | normale schans (m) | 9e        | 232,2 punten 117,3 p. (80,0 m) + 114,9 p. (78,5 m) |
| Walter Steiner     | grote schans (m)   | 9e        | 208,5 punten 99,8 p. (89,5 m) + 108,7 p. (93,0 m)  |
| Ernst von Grünigen | normale schans (m) | 5e        | 238,7 punten 119,1 p. (80,5 m) + 119,6 p. (80,5 m) |
| Ernst von Grünigen | grote schans (m)   | 23e       | 182,4 punten 93,3 p. (84,5 m) + 89,1 p. (81,5 m)   |

### IJshockey
| Olympiër | Discipline | Resultaat | Prestatie |
| --- | ---------- | --------- | --- |
| Alfio Molina André Jorns Charles Henzen Andreas Meyer Jakob Kölliker Üli Hofmann Ernst Lüthi Aldo Zenhäusern Nando Mathieu Bernhard Neininger Anton Neininger Renzo Holzer Walter Dürst Guy Dubois Georg Mattli Jürg Berger Rolf Schiemer Daniel Widmer | mannen     | 11e       | kwalificatieronde: 1 - 5 Zwitserland - Bondsrepubliek Duitsland B-groep (7e-12e plaats): 4 - 6 Zwitserland - Joegoslavië 8 - 3 Zwitserland - Bulgarije 4 - 6 Zwitserland - Japan 5 - 3 Zwitserland - Oostenrijk 4 - 8 Zwitserland - Roemenië |

Andorra · Argentinië · Australië · België · Bondsrepubliek Duitsland · Bulgarije · Canada · Chili · Duitse Democratische Republiek · Finland · Frankrijk · Griekenland · Groot-Brittannië · Hongarije · IJsland · Iran · Italië · Japan · Joegoslavië · Libanon · Liechtenstein · Nederland · Nieuw-Zeeland · Noorwegen · Oostenrijk · Polen · Roemenië · San Marino · Sovjet-Unie · Spanje · Taiwan · Tsjecho-Slowakije · Turkije · Verenigde Staten · Zuid-Korea · Zweden · Zwitserland